# Organisation des combattants marocains
L'Organisation des combattants marocains est une organisation islamiste armée marocaine créée en 1983 ou en 1984 par Abdelaziz Noâmani, chef de la branche armée de la Chabiba islamiya et organisateur de l'assassinat d'Omar Benjelloun en 1975,. Le Groupe islamique combattant marocain (GICM), branche marocaine d'Al-Qaïda suspecté d'avoir commis les attentats du 16 mai 2003 à Casablanca et les attentats du 11 mars 2004 à Madrid, aurait notamment recruté parmi les anciens de cette organisation.